# Michał Śliwa
Michał Śliwa (ur. 8 stycznia 1946 w Starej Wsi) – polski politolog i historyk, profesor nauk politycznych, rektor Akademii Pedagogicznej i Uniwersytetu Pedagogicznego w Krakowie (1999–2005, 2008–2016).

## Życiorys
W 1970 ukończył studia w Wyższej Szkole Pedagogicznej w Krakowie i podjął pracę na tej uczelni na stanowisku asystenta. W 1976 uzyskał stopień doktora na Wydziale Prawa Uniwersytetu Jagiellońskiego, habilitował się sześć lat później na tym samym wydziale. W 1989 uzyskał tytuł profesorski w zakresie nauk politycznych. W 1994 powołany na stanowisko profesora zwyczajnego.
Należał do Polskiej Zjednoczonej Partii Robotniczej. Pełnił m.in. funkcję członka komitetu uczelnianego PZPR w WSP. Kierował Zakładem Nauk Politycznych (1976–1990) i Katedrą Historii Myśli Społecznej (1990–1999). W latach 1984–1990 był prodziekanem Wydziału Humanistycznego WSP, w latach 1996–1999 prorektorem tej uczelni, a następnie jej rektorem (1999–2005). W 2008 objął funkcję rektora na trzecią kadencję, a w 2012 uzyskał reelekcję.
Był członkiem komitetu redakcyjnego kwartalnika „Dzieje Najnowsze” (1984–2010), Komitetu Nauk Politycznych Polskiej Akademii Nauk (1994–2012), przewodniczącym Konferencji Rektorów Uczelni Pedagogicznych (1999–2005, 2008–2012). Zasiadał w prezydium Konferencji Rektorów Akademickich Szkół Polskich. W 2016 przeszedł na emeryturę.
Autor haseł w Słowniku biograficznym działaczy polskiego ruchu robotniczego.
Specjalizuje się w zakresie historii doktryn politycznych i prawnych.

## Wybrane publikacje
- 1980: Myśl państwowa socjalistów polskich w latach 1918–1921
- 1980: Myśl polityczna Mieczysława Niedziałkowskiego (1893–1940)
- 1988: Polska myśl socjalistyczna (1918–1948)
- 1993: Myśl agrarna socjalistów polskich w XIX i XX wieku
- 1993: Zygmunt Żuławski – zarys biografii
- 1994: Polska myśl polityczna w pierwszej połowie XX wieku
- 1995: Ludowcy i socjaliści w parlamencie II Rzeczypospolitej
- 1997: Obcy czy swoi: z dziejów poglądów na kwestię żydowską w Polsce w XIX i XX wieku
- 2004: Idee polityczne w Polsce w XX wieku
- 2009: Ignacy Daszyński
- 2010: Demokracja polska. Idee-ludzie-dzieje
- 2014: Demokracja i parlamentaryzm w polskiej refleksji politycznej w XX wieku. Studia i szkice

## Odznaczenia i wyróżnienia
- 1985: Medal Komisji Edukacji Narodowej
- 1990: Krzyż Kawalerski Orderu Odrodzenia Polski
- 2002: doktorat honoris causa Narodowego Uniwersytetu Pedagogicznego w Kijowie
- 2004: doktorat honoris causa Chersońskiego Uniwersytetu Państwowego
- 2005: Krzyż Oficerski Orderu Odrodzenia Polski[3]
- 2005: członek Ukraińskiej Akademii Nauk Pedagogicznych
- 2007: doktorat honorowy Moskiewskiego Państwowego Uniwersytetu Pedagogicznego
- 2010: doktorat honoris causa Wileńskiego Uniwersytetu Pedagogicznego
- 2019: doktorat honoris causa Uniwersytetu Marii Curie-Skłodowskiej w Lublinie[4]